# Tatra T6C5
Татра Т6C5 — обозначение экспериментального трамвая, произведённого в единственном экземпляре в 1998 году на предприятии ЧКД в Праге.

## Конструкция
Трамвай Т6C5 (потомок трамваев Tatra T6A2 и Tatra T6A5) это односекционный, двухкабинный, высокопольный вагон с четырьмя (по две на каждую сторону вагона) прислонно-сдвижными дверями. Имеет кондиционеры в кабинах управления. Оснащён ТИСУ. Вагон имеет один полупантограф.  Изначальная ширина колеи - 1435 мм.

## Эксплуатация
Вагон сначала тестировался в Праге, а затем (после изменения тележек на ширину колеи 1587,5 мм) перевезён в Новый Орлеан. Там он тестировался до 2000 года, а затем его приняли к регулярной эксплуатации. Несмотря на хорошие характеристики вагона, перевозчик обеспокоился неуверенным финансовым будущим предприятия ЧКД и в 2001 году вагон был возвращён производителю.

Тогда необычным вагоном заинтересовался перевозчик из немецкого города Штраусберг, где было необходимо обслуживание 6-километровой одноколейной линии без оборотных колец. До этого на линии использовали вагоны Tatra KT8D5, но учитывая их большую, чем нужно пассажировместимость, решились на покупку трамвая Т6C5. После изменения тележек на колею 1435 мм и очередных пробных поездок в Праге, вагон эксплуатируется в Штраусберге с 2003 года под номером 30.

Татра №30